# Alvarito
Álvaro Rodríguez Ros (Ujo, Asturias, España, 18 de enero de 1936-Huércal-Overa, Almería, 16 de junio de 2018), conocido como Alvarito, fue un jugador y entrenador de fútbol español. Jugaba como defensa y, los últimos años de su vida trabajó en la Federación de Fútbol de Melilla como responsable de la selección de veteranos.

## Trayectoria
Alvarito comenzó su carrera en equipos de fútbol base de Asturias, como el San Juan de Mieres, hasta que fichó en 1954 por el Caudal Deportivo, que militaba por aquel entonces en Segunda División. De ahí pasó al Real Oviedo y, en 1957 al Atlético de Madrid, club en el que permaneció seis temporadas, en las cuales ganó dos títulos de Copa del Rey y una Recopa de Europa.
Tras su etapa en el Atlético, pasó al Real Murcia C. F. hace tras una breve incursión en el fútbol irlandés jugando en el Shelbourne F. C. y una temporada más tarde vuelve al fútbol español para jugar en el Córdoba C. F. en donde militará durante una temporada.
Tras 3 años inactivo ficha por el equipo canadiense Vancouver Royals en 1968 y un año después, 1969/70, jugará su última temporada en el Santa Bárbara CF catalán.

## Selección nacional
En 1960, y durante la gira que la selección española hizo por América del Sur, Alvarito disputó sus dos únicos encuentros internacionales, ante Chile —victoria por 0-4 en Santiago de Chile el 14 de julio— y ante Argentina —derrota por 2-0 en Buenos Aires el 24 de julio.

## Entrenador
Tras su retirada como jugador, pasó a ser entrenador en equipos como el Club Atlético de Marbella, la RB Linense, el C. D. Benicarló o la U. D. Melilla, ciudad en la que estableció su residencia y donde fue técnico de la Federación Melillense de Fútbol.

## Palmarés

### Campeonatos nacionales
| Título       | Club                    | País   | Año  |
| ------------ | ----------------------- | ------ | ---- |
| Copa del Rey | Club Atlético de Madrid | España | 1960 |
| Copa del Rey | Club Atlético de Madrid | España | 1961 |

### Copas internacionales
| Título           | Club                    | País              | Año  |
| ---------------- | ----------------------- | ----------------- | ---- |
| Recopa de Europa | Club Atlético de Madrid | Glasgow (Escocia) | 1962 |